# Đại hàn
Đại hàn (tiếng Trung: 大寒; bính âm: Dàhán) là tiết khí thường bắt đầu vào khoảng ngày 20 hay 21 tháng 1 (dương lịch), khi Mặt Trời ở xích kinh 300° (kinh độ Mặt Trời bằng 300°).
Trong khoảng thời gian diễn ra tiết khí này thông thường thời tiết rất lạnh ở Bắc bán cầu Trái Đất; chính xác hơn là ở Trung Hoa cổ đại. Tuy nhiên nếu trước đó, khi tiết tiểu hàn diễn ra mà thời tiết đã rất lạnh thì thời tiết trong tiết đại hàn lại thường không lạnh lắm. Ở miền bắc Việt Nam, từ đèo Hải Vân trở ra thì ảnh hưởng của gió mùa đông bắc khô và lạnh còn lớn nên trong nông nghiệp người ta rất chú ý tới các tiết khí này nhằm có các biện pháp bảo vệ cây trồng thích hợp, tránh cho chúng không bị chết do rét đậm, rét hại. Ở Nam bán cầu Trái Đất, thời tiết lúc này đang vào cuối mùa hè.
Theo quy ước, tiết đại hàn là một khoảng thời gian kéo dài từ ngày 20 hay 21 tháng 1 tới ngày 4 hay 5 tháng 2, tuy nhiên trên các loại lịch được xuất bản chính thức thì người ta chỉ ghi thời điểm bắt đầu của nó trong ngày 20 hay 21 tháng 1.
Tiết khí đứng ngay trước Đại hàn là Tiểu hàn và tiết khí kế tiếp sau là Lập xuân.